# Вылчеле (Молдова)
Вылчеле (рум. Vîlcele) — село в Кантемирском районе Молдавии. Наряду с селом Точень входит в состав коммуны Точень.

## География
Село расположено на высоте 24 метров над уровнем моря.

## История
До 1965 г. носило название Николаевка.

## Население
По данным переписи населения 2004 года, в селе Вылчеле проживает 405 человек (204 мужчины, 201 женщина).
Этнический состав села:
| Национальность | Число жителей | Процентный состав |
| -------------- | ------------- | ----------------- |
| молдаване      | 397           | 98.02             |
| русские        | 3             | 0.74              |
| украинцы       | 2             | 0.49              |
| гагаузы        | 2             | 0.49              |
| болгары        | 1             | 0.25              |
| Всего          | 405           | 100%              |